# Giro de Italia 2023
La 106.ª edición del Giro de Italia fue una carrera de ciclismo en ruta por etapas que se celebró entre el 6 y el 28 de mayo de 2023 con inicio en la ciudad de Fossacesia y final en la de Roma en Italia. El recorrido constó de un total de 21 etapas sobre una distancia total de 3489,2 km.
La carrera fue la primera de las denominadas Grandes Vueltas de la temporada y formó parte del circuito UCI WorldTour 2023 dentro de la categoría 2.UWT. El vencedor final fue el esloveno Primož Roglič del Jumbo-Visma y estuvo acompañado en el podio por el británico Geraint Thomas del INEOS Grenadiers y el portugués João Almeida del UAE Emirates.

## Equipos participantes
Tomaron la partida un total de 22 equipos, de los cuales asistieron por derecho propio los 18 equipos de categoría UCI WorldTeam. Los equipos participantes fueron:
| WorldTeams (18)- AG2R Citroën Team - Soudal Quick-Step - Ineos Grenadiers - Intermarché-Circus-Wanty - Alpecin-Deceuninck - Astana Qazaqstan Team - Bahrain Victorious - Bora-Hansgrohe - Cofidis - EF Education-EasyPost - Groupama-FDJ - Jumbo-Visma - Movistar Team - Arkéa-Samsic - Team DSM - Team Jayco AlUla - Trek-Segafredo - UAE Team Emirates ProTeams (4)- Eolo-Kometa - Green Project-Bardiani CSF-Faizanè - Israel-Premier Tech - Team Corratec-Selle Italia |
| |

## Etapas
| Etapa      | Fecha     | Recorrido                           | type                    | Distancia (km) | Desnivel (m) | Ganador                | Líder              |
| ---------- | --------- | ----------------------------------- | ----------------------- | -------------- | ------------ | ---------------------- | ------------------ |
| 1.ª etapa  | 6 de may  | Fossacesia – Ortona                 | contrarreloj individual | 19,6           | 100 m        | Remco Evenepoel        | Remco Evenepoel    |
| 2.ª etapa  | 7 de may  | Teramo – San Salvo                  | etapa llana             | 202            | 1400 m       | Jonathan Milan         | Remco Evenepoel    |
| 3.ª etapa  | 8 de may  | Vasto – Melfi                       | etapa escarpada         | 216            | 1400 m       | Michael Matthews       | Remco Evenepoel    |
| 4.ª etapa  | 9 de may  | Venosa – Laceno                     | etapa de media montaña  | 175            | 3500 m       | Aurélien Paret-Peintre | Andreas Leknessund |
| 5.ª etapa  | 10 de may | Atripalda – Salerno                 | etapa escarpada         | 171            | 2400 m       | Kaden Groves           | Andreas Leknessund |
| 6.ª etapa  | 11 de may | Nápoles – Nápoles                   | etapa escarpada         | 162            | 2800 m       | Mads Pedersen          | Andreas Leknessund |
| 7.ª etapa  | 12 de may | Capua – Gran Sasso d'Italia         | etapa de montaña        | 218            | 3900 m       | Davide Bais            | Andreas Leknessund |
| 8.ª etapa  | 13 de may | Terni – Fossombrone                 | etapa escarpada         | 207            | 2500 m       | Ben Healy              | Andreas Leknessund |
| 9.ª etapa  | 14 de may | Savignano sul Rubicone – Cesena     | contrarreloj individual | 35             | 50 m         | Remco Evenepoel        | Remco Evenepoel    |
|            | 15 de may | Día de descanso                     | Día de descanso         |                |              |                        |                    |
| 10.ª etapa | 16 de may | Scandiano – Viareggio               | etapa escarpada         | 196            | 2600 m       | Magnus Cort            | Geraint Thomas     |
| 11.ª etapa | 17 de may | Camaiore – Tortona                  | etapa llana             | 219            | 2100 m       | Pascal Ackermann       | Geraint Thomas     |
| 12.ª etapa | 18 de may | Bra – Rivoli                        | etapa escarpada         | 179            | 2300 m       | Nico Denz              | Geraint Thomas     |
| 13.ª etapa | 19 de may | Borgofranco d'Ivrea – Crans-Montana | etapa de montaña        | 74,6           | 2500 m       | Einer Rubio            | Geraint Thomas     |
| 14.ª etapa | 20 de may | Sierre – Cassano Magnago            | etapa escarpada         | 193            | 1600 m       | Nico Denz              | Bruno Armirail     |
| 15.ª etapa | 21 de may | Seregno – Bérgamo                   | etapa de montaña        | 195            | 3600 m       | Brandon McNulty        | Bruno Armirail     |
|            | 22 de may | Día de descanso                     | Día de descanso         |                |              |                        |                    |
| 16.ª etapa | 23 de may | Sabbio Chiese – Monte Bondone       | etapa de montaña        | 203            | 5200 m       | João Almeida           | Geraint Thomas     |
| 17.ª etapa | 24 de may | Pergine Valsugana – Caorle          | etapa llana             | 195            | 300 m        | Alberto Dainese        | Geraint Thomas     |
| 18.ª etapa | 25 de may | Oderzo – Val di Zoldo               | etapa de media montaña  | 161            | 3700 m       | Filippo Zana           | Geraint Thomas     |
| 19.ª etapa | 26 de may | Longarone – Tres Cimas de Lavaredo  | etapa de montaña        | 183            | 5400 m       | Santiago Buitrago      | Geraint Thomas     |
| 20.ª etapa | 27 de may | Tarvisio – Monte Lussari            | cronoescalada           | 18,6           | 1050 m       | Primož Roglič          | Primož Roglič      |
| 21.ª etapa | 28 de may | Roma – Roma                         | etapa llana             | 126            | 500 m        | Mark Cavendish         | Primož Roglič      |

## Clasificaciones finales
Las clasificaciones finalizaron de la siguiente forma:

### Clasificación general(Maglia Rosa)
| \| Clasificación general \| Clasificación general \| Clasificación general \| Clasificación general \| Clasificación general \| \| Ciclista \| Ciclista \| Equipo \| Tiempo \| \| \| --------------------- \| ---------------------- \| --------------------- \| --------------------- \| --------------------- \| \| 1.º \| Primož Roglič \| Jumbo-Visma \| 85 h 29 min 02 s \| \| \| 2.º \| Geraint Thomas \| Ineos Grenadiers \| + 14 s \| \| \| 3.º \| João Almeida \| UAE Team Emirates \| + 1 min 15 s \| \| \| 4.º \| Damiano Caruso \| Bahrain Victorious \| + 4 min 40 s \| \| \| 5.º \| Thibaut Pinot \| Groupama-FDJ \| + 5 min 43 s \| \| \| 6.º \| Thymen Arensman \| Ineos Grenadiers \| + 6 min 05 s \| \| \| 7.º \| Edward Dunbar \| Team Jayco AlUla \| + 7 min 30 s \| \| \| 8.º \| Andreas Leknessund \| Team DSM \| + 7 min 31 s \| \| \| 9.º \| Lennard Kämna \| Bora-Hansgrohe \| + 7 min 46 s \| \| \| 10.º \| Laurens De Plus \| Ineos Grenadiers \| + 9 min 08 s \| \| \| 11.º \| Einer Rubio \| Movistar Team \| + 10 min 43 s \| \| \| 12.º \| Ilan Van Wilder \| Soudal Quick-Step \| + 11 min 58 s \| \| \| 13.º \| Santiago Buitrago \| Bahrain Victorious \| + 12 min 21 s \| \| \| 14.º \| Sepp Kuss \| Jumbo-Visma \| + 13 min 09 s \| \| \| 15.º \| Aurélien Paret-Peintre \| AG2R Citroën Team \| + 14 min 13 s \| \| \| 16.º \| Bruno Armirail \| Groupama-FDJ \| + 17 min 16 s \| \| \| 17.º \| Warren Barguil \| Arkéa-Samsic \| + 24 min 06 s \| \| \| 18.º \| Filippo Zana \| Team Jayco AlUla \| + 33 min 22 s \| \| \| 19.º \| Jack Haig \| Bahrain Victorious \| + 34 min 46 s \| \| \| 20.º \| Patrick Konrad \| Bora-Hansgrohe \| + 37 min 57 s \| \| |                        |                    |                  |
| |                        |                    |                  |
| Fuente: ProCyclingStats |                        |                    |                  |
| Clasificación general |                        |                    |                  |
| Ciclista | Ciclista               | Equipo             | Tiempo           |
| 1.º | Primož Roglič          | Jumbo-Visma        | 85 h 29 min 02 s |
| 2.º | Geraint Thomas         | Ineos Grenadiers   | + 14 s           |
| 3.º | João Almeida           | UAE Team Emirates  | + 1 min 15 s     |
| 4.º | Damiano Caruso         | Bahrain Victorious | + 4 min 40 s     |
| 5.º | Thibaut Pinot          | Groupama-FDJ       | + 5 min 43 s     |
| 6.º | Thymen Arensman        | Ineos Grenadiers   | + 6 min 05 s     |
| 7.º | Edward Dunbar          | Team Jayco AlUla   | + 7 min 30 s     |
| 8.º | Andreas Leknessund     | Team DSM           | + 7 min 31 s     |
| 9.º | Lennard Kämna          | Bora-Hansgrohe     | + 7 min 46 s     |
| 10.º | Laurens De Plus        | Ineos Grenadiers   | + 9 min 08 s     |
| 11.º | Einer Rubio            | Movistar Team      | + 10 min 43 s    |
| 12.º | Ilan Van Wilder        | Soudal Quick-Step  | + 11 min 58 s    |
| 13.º | Santiago Buitrago      | Bahrain Victorious | + 12 min 21 s    |
| 14.º | Sepp Kuss              | Jumbo-Visma        | + 13 min 09 s    |
| 15.º | Aurélien Paret-Peintre | AG2R Citroën Team  | + 14 min 13 s    |
| 16.º | Bruno Armirail         | Groupama-FDJ       | + 17 min 16 s    |
| 17.º | Warren Barguil         | Arkéa-Samsic       | + 24 min 06 s    |
| 18.º | Filippo Zana           | Team Jayco AlUla   | + 33 min 22 s    |
| 19.º | Jack Haig              | Bahrain Victorious | + 34 min 46 s    |
| 20.º | Patrick Konrad         | Bora-Hansgrohe     | + 37 min 57 s    |

### Clasificación por puntos(Maglia Ciclamino)
| Clasificación por puntos | Clasificación por puntos | Clasificación por puntos | Clasificación por puntos | Clasificación por puntos |
| Ciclista                 | Ciclista                 | Equipo                   | Puntos                   |                          |
| ------------------------ | ------------------------ | ------------------------ | ------------------------ | ------------------------ |
| 1.º                      | Jonathan Milan           | Bahrain Victorious       | 217 pts                  |                          |
| 2.º                      | Derek Gee                | Israel-Premier Tech      | 164 pts                  |                          |
| 3.º                      | Michael Matthews         | Team Jayco AlUla         | 101 pts                  |                          |
| 4.º                      | Mark Cavendish           | Astana Qazaqstan Team    | 101 pts                  |                          |
| 5.º                      | Pascal Ackermann         | UAE Team Emirates        | 95 pts                   |                          |
| 6.º                      | Toms Skujiņš             | Trek-Segafredo           | 91 pts                   |                          |
| 7.º                      | Nico Denz                | Bora-Hansgrohe           | 77 pts                   |                          |
| 8.º                      | Magnus Cort              | EF Education-EasyPost    | 68 pts                   |                          |
| 9.º                      | Alberto Dainese          | Team DSM                 | 63 pts                   |                          |
| 10.º                     | Primož Roglič            | Jumbo-Visma              | 56 pts                   |                          |

### Clasificación de la montaña(Maglia Azzurra)
| Clasificación de la montaña | Clasificación de la montaña | Clasificación de la montaña        | Clasificación de la montaña | Clasificación de la montaña |
| Ciclista                    | Ciclista                    | Equipo                             | Puntos                      |                             |
| --------------------------- | --------------------------- | ---------------------------------- | --------------------------- | --------------------------- |
| 1.º                         | Thibaut Pinot               | Groupama-FDJ                       | 237 pts                     |                             |
| 2.º                         | Derek Gee                   | Israel-Premier Tech                | 200 pts                     |                             |
| 3.º                         | Ben Healy                   | EF Education-EasyPost              | 164 pts                     |                             |
| 4.º                         | Davide Bais                 | Eolo-Kometa                        | 144 pts                     |                             |
| 5.º                         | Einer Rubio                 | Movistar Team                      | 118 pts                     |                             |
| 6.º                         | Primož Roglič               | Jumbo-Visma                        | 86 pts                      |                             |
| 7.º                         | Santiago Buitrago           | Bahrain Victorious                 | 82 pts                      |                             |
| 8.º                         | Davide Gabburo              | Green Project-Bardiani CSF-Faizanè | 69 pts                      |                             |
| 9.º                         | João Almeida                | UAE Team Emirates                  | 67 pts                      |                             |
| 10.º                        | Aurélien Paret-Peintre      | AG2R Citroën Team                  | 56 pts                      |                             |

### Clasificación de los jóvenes(Maglia Bianca)
| Clasificación del mejor joven | Clasificación del mejor joven | Clasificación del mejor joven | Clasificación del mejor joven | Clasificación del mejor joven |
| Ciclista                      | Ciclista                      | Equipo                        | Tiempo                        |                               |
| ----------------------------- | ----------------------------- | ----------------------------- | ----------------------------- | ----------------------------- |
| 1.º                           | João Almeida                  | UAE Team Emirates             | 85 h 30 min 17 s              |                               |
| 2.º                           | Thymen Arensman               | Ineos Grenadiers              | + 4 min 50 s                  |                               |
| 3.º                           | Andreas Leknessund            | Team DSM                      | + 6 min 16 s                  |                               |
| 4.º                           | Einer Rubio                   | Movistar Team                 | + 9 min 28 s                  |                               |
| 5.º                           | Ilan Van Wilder               | Soudal Quick-Step             | + 10 min 43 s                 |                               |
| 6.º                           | Santiago Buitrago             | Bahrain Victorious            | + 11 min 06 s                 |                               |
| 7.º                           | Filippo Zana                  | Team Jayco AlUla              | + 32 min 07 s                 |                               |
| 8.º                           | Laurens Huys                  | Intermarché-Circus-Wanty      | + 51 min 03 s                 |                               |
| 9.º                           | Brandon McNulty               | UAE Team Emirates             | + 1 h 06 min 28 s             |                               |
| 10.º                          | Marco Frigo                   | Israel-Premier Tech           | + 1 h 23 min 21 s             |                               |

### Clasificación por equipos"Super Team"
| Clasificación por equipos | Clasificación por equipos | Clasificación por equipos | Clasificación por equipos |
| Equipo                    | Equipo                    | Tiempo                    |                           |
| ------------------------- | ------------------------- | ------------------------- | ------------------------- |
| 1.º                       | Bahrain Victorious        | 256 h 21 min 18 s         |                           |
| 2.º                       | Ineos Grenadiers          | + 16 min 22 s             |                           |
| 3.º                       | Jumbo-Visma               | + 30 min 40 s             |                           |
| 4.º                       | UAE Team Emirates         | + 51 min 53 s             |                           |
| 5.º                       | AG2R Citroën Team         | + 1 h 21 min 30 s         |                           |
| 6.º                       | Bora-Hansgrohe            | + 1 h 25 min 31 s         |                           |
| 7.º                       | Astana Qazaqstan Team     | + 1 h 31 min 44 s         |                           |
| 8.º                       | Team Jayco AlUla          | + 1 h 32 min 51 s         |                           |
| 9.º                       | Israel-Premier Tech       | + 1 h 51 min 54 s         |                           |
| 10.º                      | EF Education-EasyPost     | + 2 h 18 min 52 s         |                           |

## Evolución de las clasificaciones
| Etapa                   |                         | Ganador _              | Clasificación general | Puntos          | Montaña            | Jóvenes            | Combatividad            | Metas volantes _ | Equipo _           |
| ----------------------- | ----------------------- | ---------------------- | --------------------- | --------------- | ------------------ | ------------------ | ----------------------- | ---------------- | ------------------ |
| 1.ª etapa               | contrarreloj individual | Remco Evenepoel        | Remco Evenepoel       | Remco Evenepoel | Tao Geoghegan Hart | Remco Evenepoel    | Rudy Molard             | no otorgado      | Ineos Grenadiers   |
| 2.ª etapa               | etapa llana             | Jonathan Milan         | Remco Evenepoel       | Jonathan Milan  | Paul Lapeira       | Remco Evenepoel    | Paul Lapeira            | Stefano Gandin   | UAE Team Emirates  |
| 3.ª etapa               | etapa escarpada         | Michael Matthews       | Remco Evenepoel       | Jonathan Milan  | Thibaut Pinot      | Remco Evenepoel    | Veljko Stojnić          | Stefano Gandin   | UAE Team Emirates  |
| 4.ª etapa               | etapa de media montaña  | Aurélien Paret-Peintre | Andreas Leknessund    | Jonathan Milan  | Thibaut Pinot      | Andreas Leknessund | Amanuel Ghebreigzabhier | Stefano Gandin   | Ineos Grenadiers   |
| 5.ª etapa               | etapa escarpada         | Kaden Groves           | Andreas Leknessund    | Jonathan Milan  | Thibaut Pinot      | Andreas Leknessund | Stefano Gandin          | Stefano Gandin   | Ineos Grenadiers   |
| 6.ª etapa               | etapa escarpada         | Mads Pedersen          | Andreas Leknessund    | Jonathan Milan  | Thibaut Pinot      | Andreas Leknessund | Simon Clarke            | Stefano Gandin   | Ineos Grenadiers   |
| 7.ª etapa               | etapa de montaña        | Davide Bais            | Andreas Leknessund    | Jonathan Milan  | Davide Bais        | Andreas Leknessund | Henok Mulubrhan         | Stefano Gandin   | Ineos Grenadiers   |
| 8.ª etapa               | etapa escarpada         | Ben Healy              | Andreas Leknessund    | Jonathan Milan  | Davide Bais        | Andreas Leknessund | Ben Healy               | Stefano Gandin   | Ineos Grenadiers   |
| 9.ª etapa               | contrarreloj individual | Remco Evenepoel        | Remco Evenepoel       | Jonathan Milan  | Davide Bais        | Remco Evenepoel    | Geraint Thomas          | Stefano Gandin   | Ineos Grenadiers   |
| 10.ª etapa              | etapa escarpada         | Magnus Cort            | Geraint Thomas        | Jonathan Milan  | Davide Bais        | João Almeida       | Derek Gee               | Stefano Gandin   | Ineos Grenadiers   |
| 11.ª etapa              | etapa llana             | Pascal Ackermann       | Geraint Thomas        | Jonathan Milan  | Davide Bais        | João Almeida       | Laurenz Rex             | Davide Bais      | Ineos Grenadiers   |
| 12.ª etapa              | etapa escarpada         | Nico Denz              | Geraint Thomas        | Jonathan Milan  | Davide Bais        | João Almeida       | Toms Skujiņš            | Davide Bais      | Jumbo-Visma        |
| 13.ª etapa              | etapa de montaña        | Einer Rubio            | Geraint Thomas        | Jonathan Milan  | Thibaut Pinot      | João Almeida       | Thibaut Pinot           | Davide Bais      | Jumbo-Visma        |
| 14.ª etapa              | etapa escarpada         | Nico Denz              | Bruno Armirail        | Jonathan Milan  | Davide Bais        | João Almeida       | Derek Gee               | Davide Bais      | Bahrain Victorious |
| 15.ª etapa              | etapa de montaña        | Brandon McNulty        | Bruno Armirail        | Jonathan Milan  | Davide Bais        | João Almeida       | Ben Healy               | Davide Bais      | Bahrain Victorious |
| 16.ª etapa              | etapa de montaña        | João Almeida           | Geraint Thomas        | Jonathan Milan  | Ben Healy          | João Almeida       | João Almeida            | Toms Skujiņš     | Bahrain Victorious |
| 17.ª etapa              | etapa llana             | Alberto Dainese        | Geraint Thomas        | Jonathan Milan  | Ben Healy          | João Almeida       | Thomas Champion         | Toms Skujiņš     | Bahrain Victorious |
| 18.ª etapa              | etapa de media montaña  | Filippo Zana           | Geraint Thomas        | Jonathan Milan  | Thibaut Pinot      | João Almeida       | Thibaut Pinot           | Thomas Champion  | Bahrain Victorious |
| 19.ª etapa              | etapa de montaña        | Santiago Buitrago      | Geraint Thomas        | Jonathan Milan  | Thibaut Pinot      | João Almeida       | Derek Gee               | Derek Gee        | Bahrain Victorious |
| 20.ª etapa              | cronoescalada           | Primož Roglič          | Primož Roglič         | Jonathan Milan  | Thibaut Pinot      | João Almeida       | Thibaut Pinot           | Derek Gee        | Bahrain Victorious |
| 21.ª etapa              | etapa llana             | Mark Cavendish         | Primož Roglič         | Jonathan Milan  | Thibaut Pinot      | João Almeida       | no otorgado             | Toms Skujiņš     | Bahrain Victorious |
| Clasificaciones finales | Clasificaciones finales |                        | Primož Roglič         | Jonathan Milan  | Thibaut Pinot      | João Almeida       | no otorgado             | Toms Skujiņš     | Bahrain Victorious |

## Ciclistas participantes y posiciones finales
Convenciones:
- AB-N: Abandono en la etapa "N"
- FLT-N: Retiro por llegada fuera del límite de tiempo en la etapa "N"
- NTS-N: No tomó la salida para la etapa "N"
- DES-N: Descalificado o expulsado en la etapa "N"

## UCI World Ranking
El Giro de Italia otorgó otorgó puntos para el UCI World Ranking para corredores de los equipos en las categorías UCI WorldTeam, UCI ProTeam y Continental. Las siguientes tablas son el baremo de puntuación y los diez corredores que obtuvieron más puntos:
| Posición                 | 1.º  | 2.º | 3.º | 4.º | 5.º | 6.º | 7.º | 8.º | 9.º | 10.º | 11.º | 12.º | 13.º | 14.º | 15.º | 16.º | 17.º | 18.º | 19.º | 20.º - 25.º | 26.º - 30.º | 31.º - 40.º | 41.º - 50.º | 51.º - 55.º | 56.º - 60.º |
| Clasificación general    | 1100 | 885 | 750 | 600 | 495 | 415 | 340 | 285 | 235 | 180  | 155  | 130  | 110  | 90   | 80   | 75   | 70   | 60   | 55   | 50          | 30          | 25          | 20          | 15          | 10          |
| Por etapa                | 180  | 130 | 95  | 80  | 60  | 45  | 40  | 35  | 30  | 25   | 20   | 15   | 10   | 5    | 2    |      |      |      |      |             |             |             |             |             |             |
| Líder                    | 20   |     |     |     |     |     |     |     |     |      |      |      |      |      |      |      |      |      |      |             |             |             |             |             |             |
| Clasificación secundaria | 180  | 130 | 95  |     |     |     |     |     |     |      |      |      |      |      |      |      |      |      |      |             |             |             |             |             |             |

Nota:
1. ↑  Solo clasificaciones de la regularidad y la montaña.

| Clasificación |                    |                     |         |       |       |            |       |
| Posición      | Ciclista           | Equipo              | General | Etapa | Líder | Secundaria | Total |
| ------------- | ------------------ | ------------------- | ------- | ----- | ----- | ---------- | ----- |
| 1.º           | Primož Roglič      | Jumbo-Visma         | 1100    | 630   | 20    | -          | 1750  |
| 2.º           | Geraint Thomas     | INEOS Grenadiers    | 885     | 602   | 160   | -          | 1647  |
| 3.º           | João Almeida       | UAE Emirates        | 750     | 562   | -     | -          | 1312  |
| 4.º           | Thibaut Pinot      | Groupama-FDJ        | 495     | 395   | -     | 180        | 1070  |
| 5.º           | Derek Gee          | Israel-Premier Tech | 50      | 680   | -     | 260        | 990   |
| 6.º           | Jonathan Milan     | Bahrain Victorious  | -       | 745   | -     | 180        | 925   |
| 7.º           | Damiano Caruso     | Bahrain Victorious  | 600     | 240   | -     | -          | 840   |
| 8.º           | Mads Pedersen      | Trek-Segafredo      | -       | 580   | -     | -          | 580   |
| 9.º           | Thymen Arensman    | INEOS Grenadiers    | 415     | 152   | -     | -          | 567   |
| 10.º          | Andreas Leknessund | DSM                 | 285     | 170   | 100   | -          | 555   |